# Modifiche territoriali e amministrative dei comuni d'Italia
Queste pagine riassumono tutte le modifiche territoriali ed amministrative dei comuni italiani dall'Unità ad oggi.
Sono comprese in particolare:
- le istituzioni di nuovi comuni; es. Santa Elisabetta (AG), staccato nel 1955 dal comune di Aragona (AG).
- le soppressioni di comuni; es. Montadamo (AP), aggregato nel 1866 al comune di Ascoli Piceno (AP).
- le temporanee aggregazioni di comuni; es. Anzio (RM) e Nettuno (RM), aggregati dal 1940 al 1946 nel comune di Nettunia (RM), nonché Riposto (CT) e Giarre (CT) aggregati dal 1940 al 1946 nel comune di Ionia (CT).
- i trasferimenti di comuni da una provincia ad un'altra; es. Gorreto, passato nel 1923 dalla provincia di Pavia alla provincia di Genova.
- i trasferimenti di comuni da una regione ad un'altra; es. Cortina d'Ampezzo, passato nel 1923 dal Trentino Alto Adige (provincia di Trento) al Veneto (provincia di Belluno).
- Le soppressioni di comuni per effetto del trattato di pace di Parigi del 10 febbraio 1947; es. Canale d'Isonzo (GO), ceduto alla Jugoslavia nel 1947 e attualmente in Slovenia o al passaggio di Tenda (CN) e Briga Marittima (CN) alla Francia.

La tabelle non comprendono le modifiche territoriali tra comuni esistenti, vale a dire tutte quelle modifiche (es. rettifiche di confine tra comuni o trasferimenti di una frazione da un comune ad un altro) che non sono risultate nell'istituzione, soppressione, cambio di denominazione, cambio di provincia e cambio di regione di un comune. Al fine di dirimere eventuali ambiguità dovute a omonimie tra comuni, le tabelle riportano altresì il codice catastale del comune (codice Belfiore).

## Modifiche territoriali e amministrative dei comuni d'Italia per regione
- Modifiche territoriali e amministrative dei comuni dell'Abruzzo
- Modifiche territoriali e amministrative dei comuni della Basilicata
- Modifiche territoriali e amministrative dei comuni della Calabria
- Modifiche territoriali e amministrative dei comuni della Campania
- Modifiche territoriali e amministrative dei comuni dell'Emilia-Romagna
- Modifiche territoriali e amministrative dei comuni del Friuli-Venezia Giulia
- Modifiche territoriali e amministrative dei comuni del Lazio
- Modifiche territoriali e amministrative dei comuni della Liguria
- Modifiche territoriali e amministrative dei comuni della Lombardia
- Modifiche territoriali e amministrative dei comuni delle Marche
- Modifiche territoriali e amministrative dei comuni del Molise
- Modifiche territoriali e amministrative dei comuni del Piemonte
- Modifiche territoriali e amministrative dei comuni della Puglia
- Modifiche territoriali e amministrative dei comuni della Sardegna
- Modifiche territoriali e amministrative dei comuni della Sicilia
- Modifiche territoriali e amministrative dei comuni della Toscana
- Modifiche territoriali e amministrative dei comuni del Trentino-Alto Adige
- Modifiche territoriali e amministrative dei comuni dell'Umbria
- Modifiche territoriali e amministrative dei comuni della Valle d'Aosta
- Modifiche territoriali e amministrative dei comuni del Veneto